# Petrochromis
Petrochromis — рід риб-ендеміків оз. Танганьїка родини цихлові, що налічує 6 видів
.

## Види
- Petrochromis famula Matthes & Trewavas 1960
- Petrochromis fasciolatus Boulenger 1914
- Petrochromis horii T. Takahashi & Koblmüller, 2014[3]
- Petrochromis macrognathus Yamaoka 1983
- Petrochromis orthognathus Matthes 1959
- Petrochromis polyodon Boulenger 1898
- Petrochromis trewavasae Poll 1948

## Переглянуті (старі) назви
- Petrochromis andersonii див. Oreochromis tanganicae (Günther 1894)